# Cuscuta karatavica
Cuscuta karatavica är en vindeväxtart som beskrevs av Pavl.. Cuscuta karatavica ingår i släktet snärjor, och familjen vindeväxter. Inga underarter finns listade i Catalogue of Life.